# سوق ذي المجاز
سوق ذي المجاز هو أحد أسواق العرب الأدبية في الجاهلية وهو سوق قبيلة هذيل. وكان قرين سوق عكاظ في الأهمية وكانت العرب تقيم فيه حتى يبدأ موسم الحج فيدخلون مكة لحج البيت الذي يعظمه جميع العرب.و هو من أهم الأسواق التي كان يلتقي فيها قوافل التجار. ويقع في شرق مكة المكرمة ويبعد عنها مسافة 21 كم.

## التسمية
سمي ذي المجاز لأن إجازة الحاج كانت منه.

## الوقت
يقام سوق ذي المجاز حينما يهل شهر ذو الحجة و تفرغ العرب من سوق مجنة حيث يسير جميع الناس لها و يقيمون بها حتى اليوم الثامن من ذي الحجة .

## عنها
كان العرب اذا انقشع الناس عن سوق مجنة حين يهل ذو الحجة ساروا بأجمعهم الى سوق ذي المجاز في مكة وأقاموا بها حتى اليوم الثامن من ذي الحجة وهو يوم التروية سمي بذلك لانهم كانوا يرتوون فيه من الماء والى هذا السوق تتقاطر وفود الحجاج من سائر قبائل العرب ممن شهد الأسواق التي قبلها بالزمن أو لم يشهدها وأتى للحج. اذ ان ذا المجاز كان من مواسم الحج عند العرب. وكان سوق ذو المجاز يحفل بجموع العرب وتجارهم وأشرافهم وكبرائهم وهو يلي عكاظ في الشأن ويجري فيها ما يجري من تبايع وتناشد وتفاخر وفدا أسرى وطلب ثار. فكان ذو المجاز ومن يوازيه بالمكانة من أسواق العرب يأتيها العرب من كل حدب وصوب للبيع والشراء والتجارة والشعر والمفاخرة والانشاد.

## الموقع
يقع هذا السوق على يمين القادم من عرفة من جهة المغمس قبل وصوله الطريق السريع المؤدي إلى السيل، حيث يشاهد على بعد حوالي 2 كم، وهو عباره عن شعب يسيل من كبكب غربا فيدفع في وادي عرنة في الطرف الشرقي من المغمس، يبعد عن علمي حدود مكة الشرقية حوالي 8 كم، وشمال شرقي عرفة على بعد 5 كم، يكتنفه جبل كبكب من الشرق والجنوب والشمال، وجبل قرضه والمغمس من الغرب.

## أهم المعالم التاريخية
ينطوي هذا السوق على أهمية تاريخية وأثرية وحضارية كبيرة بوصفه من أشهر الأسواق في الجزيرة العربية من العصر الجاهلي حتى فجر الإسلام، لذلك قامت وكالة الاثار والمتاحف بوزارة المعارف بتسويره.
توجد في هذا الموقع التاريخي اطلال مباني متهدمة وآبار، بعضها مدفونا، ومن المؤمل أنه إذا ما أجريت فيه حفريات أثرية منظمة مستقبلا العثور على مكتشفات أثرية متنوعة، مثل: الفخار، والخرف، والزجاج، والعملات المعدنية، والأدوات والاواني الحجرية، علاوة على الابار، وعظام الإبل التي كانت تنحر فيه وخلاف ذلك، مما يسلط الضوء على النشاطات التي كانت تعتلج فيه "

## ذكره في الشعر
يكثر ورود ذي المجاز في شعر العرب. ولا سيما شعراء هذيل لأنها من أسواقهم الكبرى، ومن المواسم أيضا. قال الشاعر أبو ذؤيب الهذلي:
وقال المتوكل الليثي :
كما ذكرها الحارث بن حلزة في معلقته :

## الرسولوسوق ذي المجاز
من أسواق العرب التي اقترنت بسوق عكاظ وسوق مجنة، كان الرسول ﷺ يتردد عليه في المواسم ليعرض الإسلام على القبائل العربية عند اجتماعها به من أول ذي الحجة إلى اليوم الثامن منه.
وجاء في كتاب الجامع لأحكام القرآن للامام القرطبي في تفسير قوله تعالى: ﴿تَبَّتْ يَدَا أَبِي لَهَبٍ وَتَبَّ ۝١﴾ [المسد:1]
- «قال طارق بن عبد الله المحاربيّ: إني بسوق ذي المجَاز، إذ أنا بإنسان يقول: يا أيها الناس، قولُوا لا إلٰه إلاّ الله تُفْلِحُوا، وإذا رجل خلفه يرميه، قد أدمى ساقيه وعرقوبيه ويقول: يا أيها الناس، إنه كذاب فلا تصدقوه. فقلت: مَنْ هذا؟ فقالوا: محمد، زعم أنه نبي. وهذا عمه أبو لهب يزعم أنه كذاب. وروى عطاء عن ابن عباس قال: قال أبو لهب: سَحَركم محمد! إن أحدنا ليأكل الجَذَعة، ويشرب العُسّ من اللبن فلا يشبع، وإن محمداً قد أشبعكم من فخِذ شاة، وأرواكم من عُسّ لبن.» اهـ
- وجاء في المستدرك على الصحيحين للإمام محمد بن عبد الله الحاكم النيسابوري.

"أخبرنا أبو محمد عبد الرحمن ابن حمدان الجلاب بهمدان، ثنا أبو حاتم الرازي، ثنا سعيد بن أبي مريم، ثنا ابن أبي الزناد أخبرني أبي، حدثني ربيعة بن عباد الدؤلي الكناني قال: رأيت رسول الله ﷺ في الجاهلية بسوق ذي المجاز وهو يقول: يا أيها الناس، قولوا لا إله إلا الله تفلحوا قال: يرددها مرارا والناس مجتمعون عليه يتبعونه، وإذا وراءه رجل أحول ذو غديرتين، وضيء الوجه، يقول: أنه صابئ كاذب، فسألت: من هذا؟ فقالوا: عمه أبو لهب" اهـ
- وجاء في كنز العمال للمتقي الهندي

عن طارق المحاربي قال: رأيت رسول الله ﷺ بسوق ذي المجاز فمر وعليه جبة له حمراء وهو ينادي بأعلى صوته: يا أيها الناس! قولوا: لا إله إلا الله - تفلحوا، ورجل يتبعه بالحجارة وقد أدمى كعبيه وعرقوبيه وهو يقول: يا أيها الناس! لا تطيعوه فإنه كذاب؛ قلت: من هذا؟ قالوا: غلام من بني عبد المطلب، قلت: فمن هذا يتبعه يرميه؟ قالوا: هذا عمه عبد العزى - وهو أبو لهب " اهـ
- وجاء في بعض المصادر الحديثيه الإلكترونية

" رأيت رسول الله ﷺ مرتين مرة بسوق ذي المجاز وهو ينادي بأعلى صوته: يا أيها الناس قولوا لا إله إلا الله تفلحوا وأبو لهب يتبعه بالحجارة قد أدمى كعبيه وعرقوبيه فلما ظهر الإسلام قدم المدينة أقبلنا من الربذة حتى نزلنا قريبا من المدينة ومعنا ظعينة لنا فأتانا رجل فسلم علينا فرددنا ومعنا جمل لنا فقال أتبيعون الجمل فقلنا نعم قال بكم قلنا بكذا وكذا صاعا من تمر قال قد أخذته ثم أخذ برأس الجمل حتى دخل المدينة فتلاومنا وقلنا أعطيتم جملكم رجلا لا تعرفونه فقالت الظعينة لا تلاوموا فلقد رأيت وجها ما كان ليخفركم ما رأيت وجها أشبه بالقمر ليلة البدر من وجهه فلما كان العشي أتانا رجل فقال السلام عليكم إني رسول رسول الله ﷺ إليكم وإنه يأمركم أن تأكلوا حتى تشبعوا وتكتالوا حتى تستوفوا ففعلنا فلما كان من الغد دخلنا المدينة فإذا رسول الله ﷺ قائم على المنبر يخطب الناس " الراوي: طارق بن عبد الله المحاربي المحدث: ابن حزم - المصدر: المحلى - الصفحة أو الرقم: 9/112 خلاصة حكم المحدث: صحيح
- " رأيت رسول الله ﷺ يمر في سوق ذي المجاز وعليه حلة حمراء وهو يقول أيها الناس قولوا لا إله إلا الله تفلحوا ورجل يتبعه ويرميه بالحجارة وقد أدمى كعبه وعرقوبه وهو يقول يا أيها الناس لا تطيعوه فإنه كذاب فقلت من هذا فقالوا إنه غلام بني عبد المطلب فقلت من هذا الذي يتبعه ويرميه بالحجارة فقالوا عبد العزى أبو لهب " الراوي: طارق بن عبد الله المحاربي المحدث: ابن الملقن - المصدر: البدر المنير - الصفحة أو الرقم: 1/680
- "رأيت رسول الله ﷺ بسوق ذي المجاز يتخللها يقول يا أيها الناس قولوا لا إله إلا الله تفلحوا، قال وأبو جهل يحثي عليه التراب ويقول لا يغوينكم هذا عن دينكم فإنما يريد لتتركوا آلهتكم وتتركوا اللات والعزى، وما يلتفت إليه رسول الله ﷺ قلت انعت لنا رسول الله ﷺ قال بين بردين أحمرين مربوع كثير اللحم حسن الوجه شديد سواد الشعر أبيض شديد البياض سابغ الشعر "الراوي: رجل من بني مالك بن كنانة المحدث: الهيثمي - المصدر: مجمع الزوائد - الصفحة أو الرقم: 6/24
- «رأيت النبي يخطب بسوق ذي المجاز على بعير وعليه برد أحمر» الراوي: طارق المحاربي المحدث: السفاريني الحنبلي - المصدر: شرح ثلاثيات المسند - الصفحة أو الرقم: 2/613 خلاصة حكم المحدث: إسناده حسن
- "رأيت رسول الله ﷺ – مر في سوق ذي المجاز وعليه حلة حمراء وهو يقول: يا أيها الناس قولوا: لا إله إلا الله تفلحوا ورجل يتبعه يرميه بالحجارة قد أدمى كعبيه وعرقوبيه وهو يقول: يا أيها الناس لا تطيعوه فإنه كذاب. فقلت: من هذا؟ قالوا: غلام بني عبد المطلب، فقلت: من هذا الذي يتبعه يرميه بالحجارة؟ قالوا: هذا عبد العزي أبو لهب " الراوي: طارق بن عبد الله المحاربي المحدث: الوادعي - المصدر: الصحيح المسند - الصفحة أو الرقم: 516
- وجاء في كتاب الاثار الإسلامية في مكة المكرمة للأستاذ الدكتور ناصر بن علي الحارثي أستاذ الاثار والفنون الإسلامية بجامعة ام القرى.